# Serra das Araras

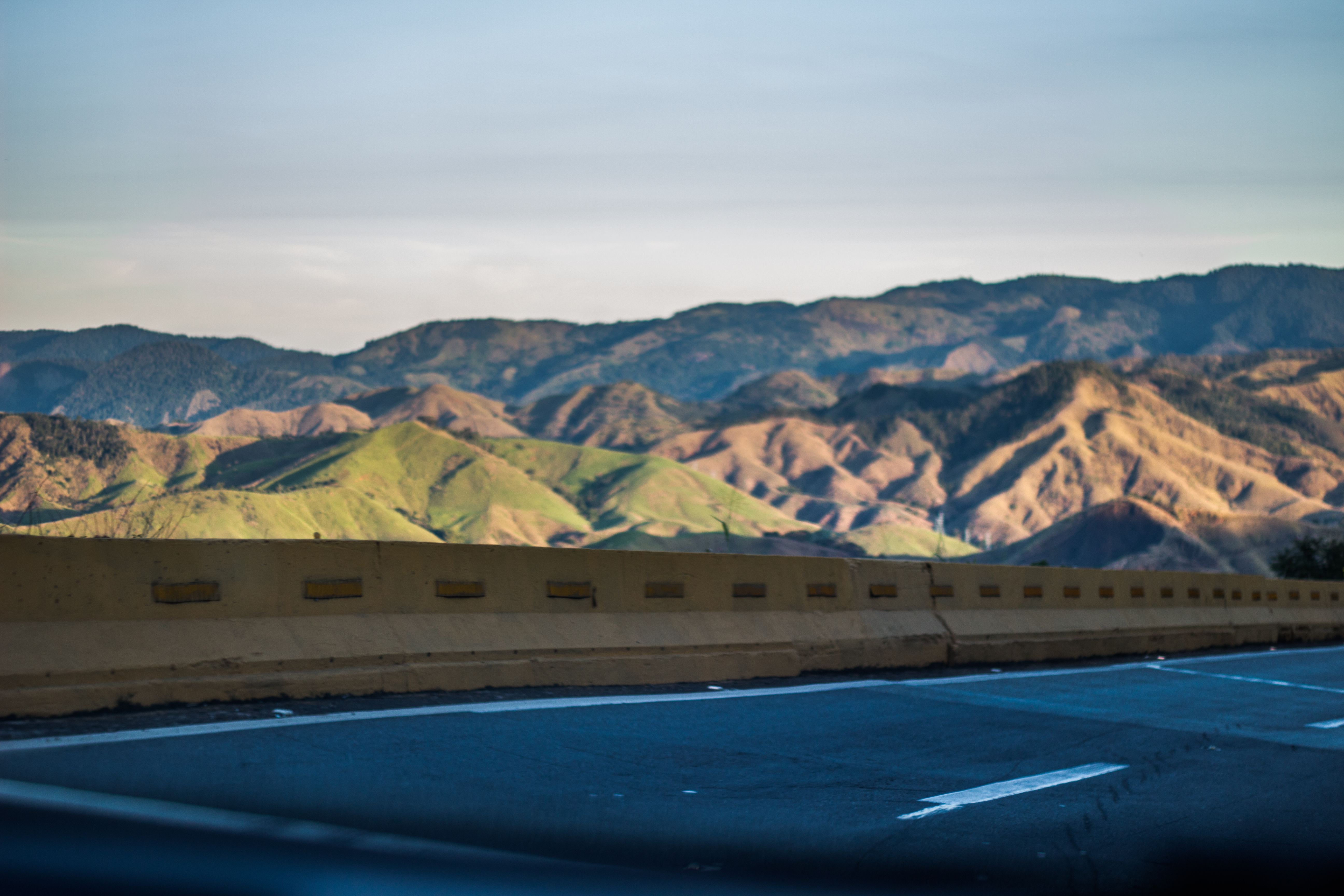
Serra das Araras, pista de descida.

A Serra das Araras é um setor da Serra do Mar e se situa entre os municípios de Piraí e Paracambi, no estado do Rio de Janeiro, Brasil.
É tida por muitos como uma área de grande beleza ambiental, apesar de grandes áreas terem sido desmatadas tanto por plantações diversas e criações de gado como por desastres naturais. Também é conhecida por ser o trecho onde há a maior divisão das pistas da Rodovia Presidente Dutra, entre os quilômetros Norte Km 229 logo após o posto da Policia Rodoviária Federal, e Sul Km 220, no município de Piraí, no Rio de Janeiro. Outras rodovias estaduais e ferrovias a cortam, permitindo o contato entre o planalto e a baixada fluminense.
Apesar das suas elevações montanhosas, é um dos trechos mais baixos da Serra do Mar, com um aclive de cerca de 180 metros no final da região da Baixada Fluminense, a 550 metros no mirante onde se localiza o posto da Polícia Rodoviária Federal, logo na início da pista de descida. Muitos acham se tratar de outra serra, mas assim como a Serra dos Órgãos, Serra do Piloto, Serra da Bocaina, e a Serra dos Três Picos de Salinas (ou Três Picos de Friburgo), todos são apenas setores da Serra do Mar, que é uma das mais altas cadeias de montanhas próximas ao Oceano Atlântico no mundo.
A Serra das Araras é uma escarpa do planalto fluminense, e por se tratar de um planalto o terreno é quase relativamente plano e alto após a subida desta. Ou seja, não existem mais terrenos ao nível do mar a partir daquele ponto até São Paulo.
Observe então que, ao vir de São Paulo, ou quaisquer cidades do vale do Paraíba, você não "sobe" a 'Serra das Araras' para depois "descer". Mas você desce a serra para chegar à Baixada Fluminense e logo após, à cidade do Rio de Janeiro. A serra delimita e também marca o fim de um terreno alto para um terreno baixo e vice-versa, formando um degrau, ligando sua parte mais baixa à parte mais alta.

## Nome
Possivelmente, o nome "Serra das Araras" provém da grande quantidade destes animais que ali habitavam no início da ocupação do território fluminense e da travessia da serra para alcançar o Vale do Paraíba.

## Deslizamento de terra em 1967
No ano de 1967 houve um grande deslizamento de terras na região da Serra das Araras, soterrando um número de pessoas que não está claramente estabelecido. O jornal, uma semana após a tragédia, menciona mais de 200 pessoas  ,enquanto que um site recente menciona cerca de 1700 pessoas. Na época, parte da rodovia, que acabara de ser duplicada, foi destruída e foram paralisadas as operações da Represa de Ribeirão das Lajes, severamente danificada.
Os índices pluviométricos chegaram a 275 mm em apenas três horas e acabaram por praticamente dissolver as encostas em um diâmetro de 30 km. Uma verdadeira avalanche de lama desceu as encostas, arrastando ônibus, caminhões e carros, além de casas e pessoas. A enxurrada chegou a destruir e isolar parte da Via Dutra. Corpos boiavam na lama, segundo relatos de sobreviventes, mas a grande maioria simplesmente desapareceu e a Serra das Araras converteu-se em verdadeiro cemitério de uma tragédia que acabou praticamente esquecida pelas gerações futuras.